# William Somerset

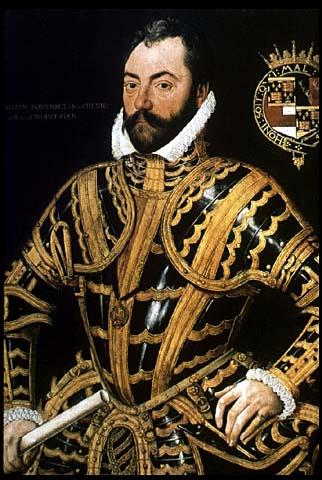
William Somerset, 3. hrabia Worcester

William Somerset, 3. hrabia Worcester KG (ur. ok. 1527, zm. 21 lutego 1589 w Londynie) – angielski arystokrata, najstarszy syn Henry’ego Somerseta, 2. hrabiego Worcester, i Elizabeth Browne, córki sir Anthony’ego Browne’a.

## Życiorys
Od urodzenia nosił tytuł lorda Herberta. Walczył pod Boulogne w 1546 r. w armii lorda Hertforda. 20 lutego 1547 r. został rycerzem bachellorem. Po śmierci ojca w 1549 r. odziedziczył tytuł hrabiego Worcester. W 1552 r. był najmłodszym parem, który brał udział w procesie księcia Somerset. W 1553 r. poparł kandydaturę Joanny Grey na tron Anglii. Później stanął po stronie Marii Tudor i wziął udział w obronie Londynu przed rebeliantami Thomasa Wyatta.
W sierpniu 1557 r. walczył pod Saint-Quentin pod wodzą lorda Pembroke'a. 23 kwietnia 1570 r. został odznaczony Orderem Podwiązki. W 1571 r. został zastępcą lorda marszałka. W 1572 r. był specjalnym wysłannikiem do Paryża na uroczystość chrztu księżniczki Marii Elżbiety. Podczas drogi powrotnej przez kanał La Manche jego statek został zaatakowany i ograbiony przez piratów. W 1572 r. brał udział w procesie księcia Norfolk. W 1586 r. był jednym z sędziów Marii Stuart.
Był mecenasem artystów, m.in. aktora Edwarda Alleyna.
Przed 19 maja 1550 r. poślubił Christian North, córki Edwarda Northa, 1. barona North, i Alice Squire, córki Olivera Squire'a. Z małżeństwa narodzili się syn i dwie córki:
- Edward Somerset (ok. 1550 – 3 marca 1628), 4. hrabia Worcester
- Elizabeth Somerset, żona Williama Windsora
- Lucy Somerset, żona Henry’ego Herberta

Drugą żoną Worcestera została po 1564 r. Theophilia Newton, córka sir Johna Newtona i Margaret Poyntz, córki sir Anthony’ego Poyntza. Małżonkowie nie mieli razem dzieci.
Worcester zmarł w 1589 r. i został pochowany w Raglan w hrabstwie Monmoutshire.